# Meike Akveld

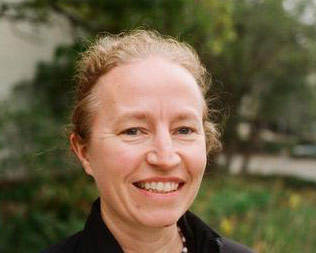
Meike Akveld, 2016

Meike Maria Elisabeth Akveld (* 24. November 1972 in Leiden, Niederlande) ist eine Schweizer Mathematikerin und Lehrbuchautorin. Ihr Schwerpunkt liegt auf der Knotentheorie, die symplektische Geometrie und dem Mathematikunterricht. Akveld ist leitende Wissenschaftlerin und Dozentin am Departement Mathematik an der ETH Zürich. Seit 2003 organisiert sie das Känguru der Mathematik in der Schweiz. Es ist der grösste internationale Mathematik-Wettbewerb, der 1995 in Sydney Australien gegründet wurde. Akveld ist seit 2019 Präsidentin der Association Kangourou sans Frontières, einer internationalen Gesellschaft mit Sitz in Frankreich, die sich der Popularisierung der Mathematik widmet. Sie spricht Niederländisch, Deutsch und Schweizerdeutsch.

## Akademische Laufbahn
Ihre akademische Karriere startete Akveld an der University of Warwick in Grossbritannien und belegte Part III des Mathematical Tripos an der University of Cambridge ab. Part III ist ein eigenständiges Aufbaustudium für international ausgewählte Studenten und gilt als Rekrutierungsprogramm für Doktoranden des DAMTP (Department of Applied Mathematics and Theoretical Physics) von Cambridge. Akveld promovierte im Jahr 2000 an der ETH Zürich mit der Dissertation Hofer geometry for Lagrangian loops, a Legendrian knot and a travelling wave, die von Dietmar Salamon und Leonid Polterovich betreut wurde.

## Publikationen
- Canonical metrics in Kähler geometry (by Tian Gang, basierend auf Notizen von Akveld, Birkhäuser, 2000)
- Knoten in der Mathematik: Ein Spiel mit Schnüren, Bildern und Formeln (Orell Füssli, 2007)[6]
- Hofer geometry for Lagrangian loops: And a Legendrian Knot and a travelling wave (Hofers Geometrie für Lagrange-Schleifen: Und einen Legendre-Knoten und eine Wanderwelle, auf Englisch, VDM Verlag, 2008)[5]
- Integrieren – do it yourself (Integrieren – mach es selbst mit Ursula Eisler and Daniel Zogg, Orell Füssli, 2010)
- Knots Unravelled: From String to Mathematics (mit Andrew Jobbings, Arbelos, 2011)[7]
- Analysis I und Analysis II (Analyse 1 und Analyse 2 mit René Sperb, VDF Hochschulverlag, 2012 und 2015)
- Knopen in de wiskunde (Knoten in der Mathematik, auf Niederländisch, mit Ab van der Roest, Epsilon Uitgaven, 2015)
- Mathe mit dem Känguru 5: Die schönsten Aufgaben von 2015 bis 2019 (mit Alexander Unger, Monika Noack, and Robert Geretschläger, Hanser Verlag, 2019)

## Auszeichnungen
- 1994: Top 3 der Bachelor of Science Absolventen in Mathematik der University of Warwick
- 1995: Top 5, Part III Mathematics der University of Cambridge.
- 2009: Goldene Eule des VSETH[8]
- 2014: Goldene Eule des VSETH[8]
- 2021: Credit Suisse Award für Best Teaching[8]
- 2023: STACK (mit George Ionita, Andreas Steiger)
- 2023: Nominiert für den ETH Diversity Award für das Projekt "Känguru goes Science"
- 2024: Finalistin beim KITE Award für Förderung von selbständigem Lernen durch digitales Mathematik-Assessment (mit with George Ionita und Andreas Steiger)[8][9]

## Referenzen
1. ↑  ETH Zürich: Prof. Dr. Meike Akveld. Abgerufen am 26. November 2024.
2. ↑  Chronik. In: Känguru der Mathematik. Mathematikwettbewerb Känguru e.V., abgerufen am 22. November 2024.
3. ↑  Monika Krichel: Meike Akveld: President Kangaroo Board. In: ETH Zürich. ETH Zürich Departement Mathematik, 20. November 2019, abgerufen am 26. November 2024 (englisch).
4. ↑  Certificate of Advanced Study in Mathematics (Part III) : Announcement | Faculty of Mathematics. 26. Februar 2018, abgerufen am 26. November 2024.
5. 1 2  Meike Akveld - The Mathematics Genealogy Project. Abgerufen am 26. November 2024.
6. ↑  Knoten in der Mathematik Akveld, Meike. Abgerufen am 26. November 2024 (Schweizer Hochdeutsch).
7. ↑  Buchrezension auf Englisch: Ruane, P. N. (März 2014), "Review of Knots Unravelled", The Mathematical Gazette, 98 (541): 179–180, doi:10.1017/S002555720000111X
8. 1 2 3 4  Personal Homepage of Prof. Dr. Meike Akveld. Abgerufen am 26. November 2024.
9. ↑  Learning and Teaching Fair 2024. 17. Mai 2024, abgerufen am 26. November 2024.

| Personendaten    | Personendaten                                |
| ---------------- | -------------------------------------------- |
| NAME             | Akveld, Meike                                |
| ALTERNATIVNAMEN  | Elisabeth, Meike Maria; Akveld               |
| KURZBESCHREIBUNG | Schweizer Mathematikerin und Lehrbuchautorin |
| GEBURTSDATUM     | 24. November 1972                            |
| GEBURTSORT       | Leiden, Niederlande                          |